# Danghara
Danghara (tadschikisch Данғара, russisch Дангара), auch Dangara, ist eine Stadt und der Hauptort des gleichnamigen Distrikts (nohija) in der Provinz Chatlon im Südwesten Tadschikistans. Bekannt ist Danghara vor allem als Geburtsort des seit 1994 amtierenden Staatspräsidenten Emomalij Rahmon.

## Lage

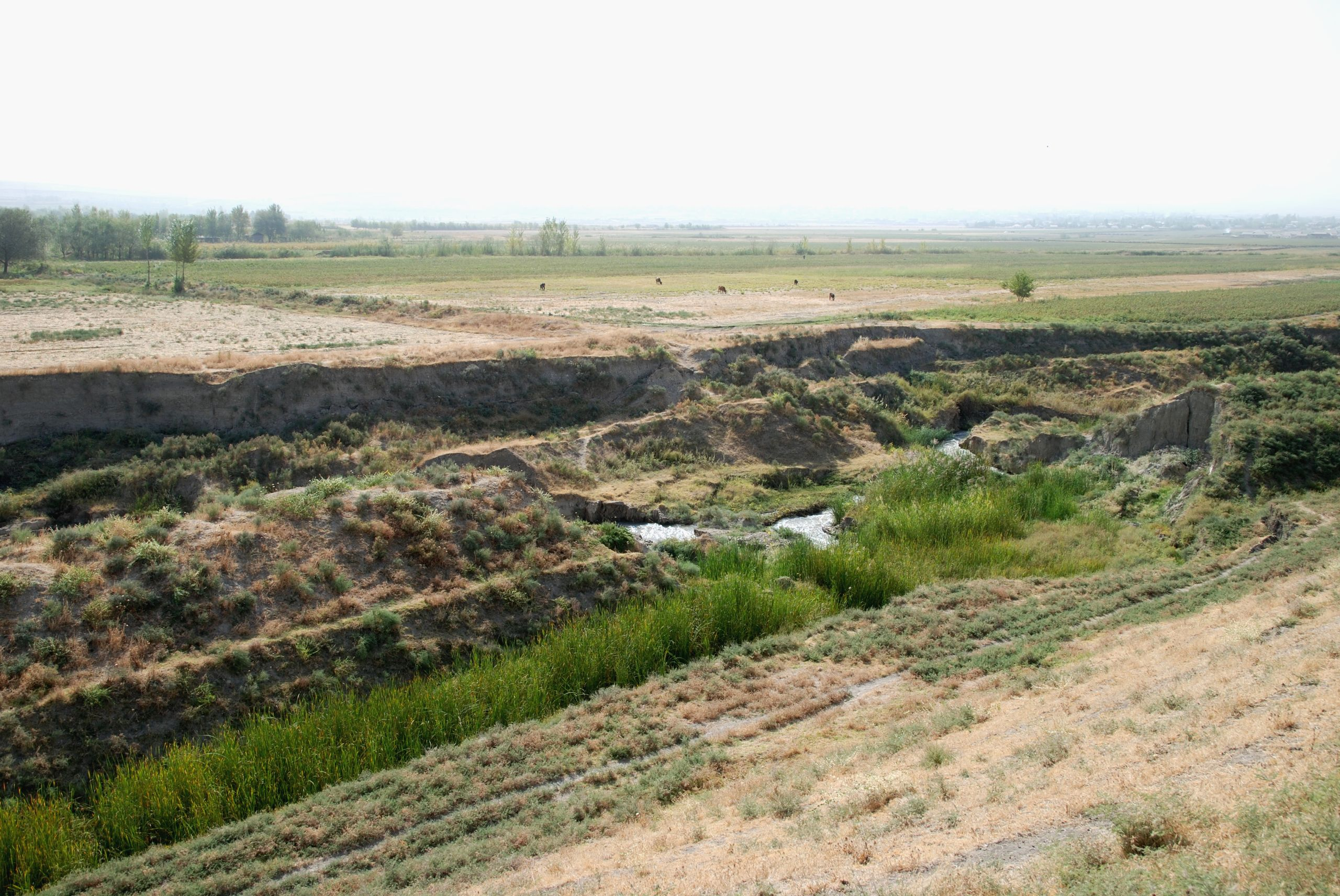
Verschilfter Bach, Baumwollfelder und grasende Kühe vier Kilometer nördlich von Danghara beim Dorf Kores.

Danghara liegt auf einer mittleren Höhe von 666 Metern inmitten einer Ebene, die im Westen von der bis 2113 Meter hohen Sarsarak-Bergkette (russisch Sanglok), im Norden von den rund 2000 Meter hohen Ausläufern der Wachsch-Bergkette und im Osten von einem Hügelgebiet, das rund 1200 Meter Höhe erreicht, begrenzt wird. Die Berge und Hügel sind alle baumlos und werden als Weideland für Schafe und Ziegen genutzt. Einige Bäche entspringen in den nördlichen Bergen und fließen über den Fluss Toirsu, der Danghara sechs Kilometer östlich passiert, durch die Ebene nach Süden dem Kizilsu zu. Dieser mündet in den Pandsch. Der Toirsu ist 118 Kilometer lang und entwässert eine Fläche von 1860 Quadratkilometern. Westlich der Sarsarak-Bergkette fließt etwa parallel zum Toirsu der wasserreichere Wachsch in einem tief eingeschnittenen Tal nach Süden.
Die Ebene wird intensiv landwirtschaftlich genutzt und gehört zu den größeren Gebieten in der Provinz Chatlon, auf denen Baumwolle angebaut wird, dem nach dem von der Firma TALCO hergestellten Aluminium zweitwichtigsten Exportprodukt des Landes. Für die erforderliche Bewässerung verlaufen zahlreiche Bewässerungskanäle (arik) entlang der Fahrwege und zwischen den Feldern. Aufgrund mangelhafter Technologie und schlechtem Saatgut liegt der Ertrag mit durchschnittlich 1,5 bis 1,8 Tonnen Baumwolle pro Hektar unter dem für Entwicklungsländer typischen Ertrag von 2 Tonnen. Der rund 2000 Quadratkilometer große Distrikt besitzt 30.381 Hektar Ackerbauflächen (Angabe von 2010), auf denen außer Baumwolle auch Getreide angebaut wird.
Seit der Fertigstellung des Nurek-Staudamms nördlich von Danghara in den 1970er Jahren können auch höher gelegene Felder bewässert werden. Vom über 70 Kilometer langen Stausee, dessen Fläche 98 Quadratkilometer beträgt, wird über den 14 Kilometer langen Danghara-Tunnel Wasser zur Bewässerung von 70.000 Hektar Ackerland abgeleitet. Ein weiterer Staudamm am Wachsch ist der im Distrikt Danghara 25 Kilometer westlich der Stadt gelegene Sangtuda 1, dessen Wasserkraftwerk 2009 in Betrieb genommen wurde.
Der Jahresniederschlag von 500 Millimetern fällt hauptsächlich in den Wintermonaten. Die Durchschnittstemperatur im Januar beträgt 0 °C und im Juni 28 °C.
Die Entfernung von der Landeshauptstadt Duschanbe nach Danghara beträgt 116 Kilometer. In Wahdat, östlich von Duschanbe, führt die Fernstraße A385 an Nurek vorbei in südlicher Richtung nach Danghara. Ihre Fortsetzung nach Süden erreicht nach knapp 60 Kilometern das Straßendorf Qurbonshahid mit der rekonstruierten mittelalterlichen Festung Hulbuk (Хулбук) und wendet sich dann nach Osten zur Stadt Kulob (86 Kilometer). In südwestlicher Richtung sind es auf der A384 von Danghara 77 Kilometer bis zur Kleinstadt Qurghonteppa und weitere etwa 35 Kilometer bis Kolchosobod. Diese Straße stellt die einzige Verbindung in den äußersten Südwesten der Provinz dar. Vier Kilometer nördlich von Danghara befinden sich beim Dorf Kores die Reste der frühmittelalterlichen befestigten Siedlung Soli-Sard.

## Geschichte und Politik

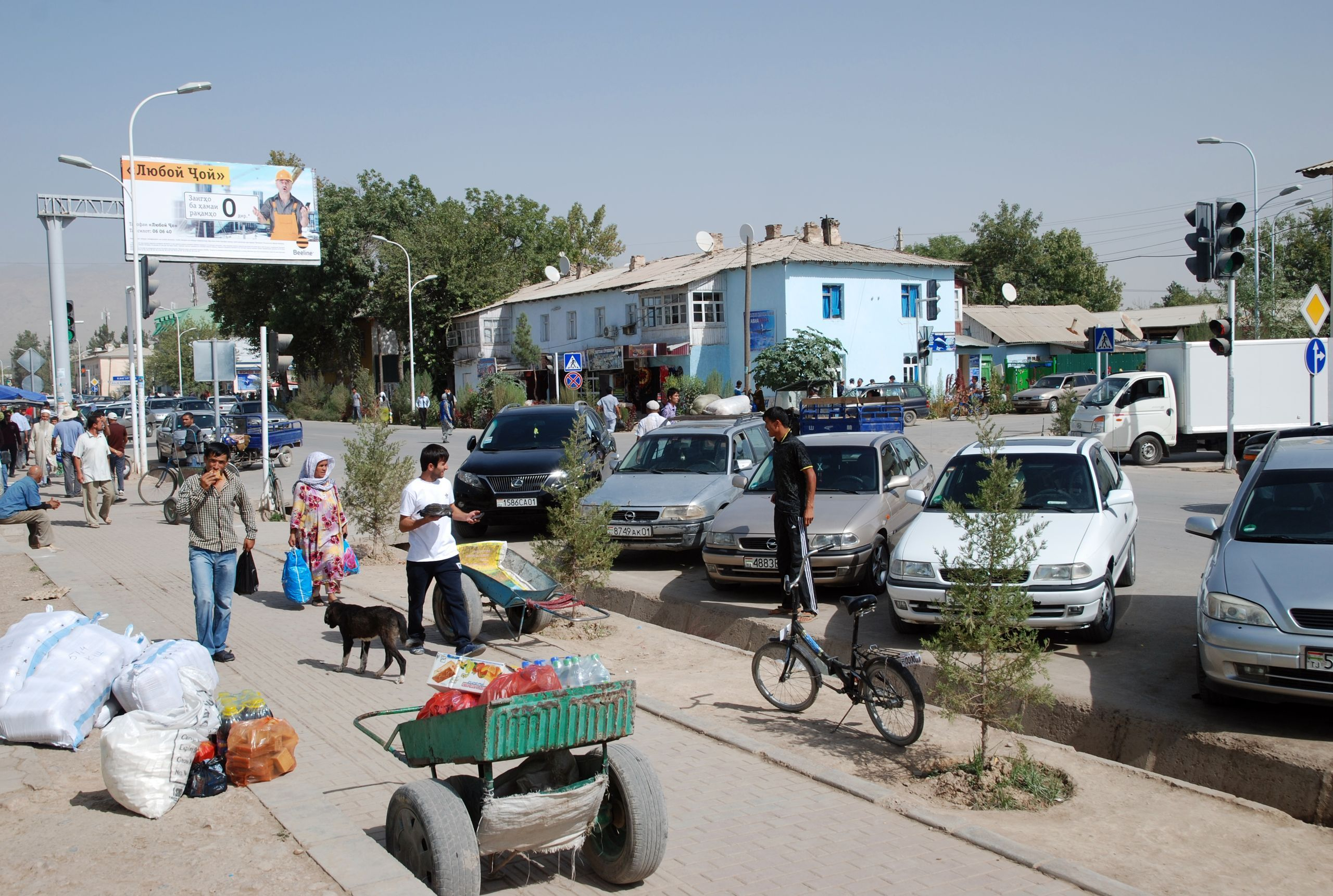
Hauptstraße am Markt

20 Kilometer nordwestlich der Stadt wurde auf 1200 Metern Höhe elf Meter über dem Boden einer Schlucht die in der späten Altsteinzeit besiedelte Höhle Ogzi-Kichik entdeckt. Die Stein- und Tierknochenfunde vor der Höhle datieren nach der Radiokarbonmethode auf 30.000 und 15.700 BP. Andere Kleinfunde in der Umgebung werden in das Moustérien datiert. Im Wachsch-Tal gab es bereits in der Bronzezeit Oasen mit bewässertem Feldbau. Topfscherben und Bronzeobjekte belegen eine Besiedlung Ende des 2. Jahrtausends v. Chr.
Die heutige Stadt entstand im 20. Jahrhundert als ein Zentrum des Baumwollanbaus. 1932 wurde kurz nach Schaffung der autonomen Tadschikischen Sozialistischen Sowjetrepublik der Verwaltungsdistrikt (Rajon) Aksu gebildet. Der Name dieses Distrikts wurde 1936 in Danghara geändert. Bis 1993, zwei Jahre nach dem Ende der Sowjetunion und nach der erlangten Unabhängigkeit, gehörte der Distrikt (nohija) Danghara zum Oblast Kulob mit der gleichnamigen Hauptstadt. Seit der Zusammenlegung der Oblaste Kulob und Qurghonteppa ist Danghara ein Teil der Region (wiloyat) Chatlon.
Bis Anfang des 20. Jahrhunderts waren praktisch keine Straßen im südlichen Tadschikistan vorhanden. Vor Eröffnung der Eisenbahnlinie von Termez nach Duschanbe 1929 konnten lediglich der Grenzfluss Amudarja und der Unterlauf des Wachsch in beschränktem Umfang als Transportwege benutzt werden. Ab 1932 beförderte man per Eisenbahn in Termez ankommende Waren auf dem Amudarja flussauf bis Panzi Pojon und weiter auf einer Schmalspurbahnlinie nach Qurghanteppa. 1941 wurde eine Weiterführung dieser Linie nach Duschanbe und 1956 eine andere Linie nach Kulob eröffnet. Danghara erhielt über eine kurze Stichstrecke Anschluss an die letztgenannte Bahnlinie. Für Reisende von Danghara nach Qurghonteppa oder Duschanbe kann der Personenverkehr mit der Schmalspurbahn, sofern es einen solchen gab, nicht attraktiv gewesen sein, denn die durchschnittliche Geschwindigkeit der Güterzüge betrug rund zehn Kilometer pro Stunde.
Die Tatsache, dass Staatspräsident Rahmon 1952 in Danghara geboren wurde, ist für die Stadt von mehr als nur anekdotischer Bedeutung. Von 1976 bis 1988 war Rahmon Sekretär und einer der Leiter der Lenin-Kolchose in Danghara und nach ihrer Umbenennung zur Sowchose ihr Direktor bis 1992. Während des landesweiten Bürgerkriegs, der nach der Unabhängigkeit 1991 begann, wurde Rahmon 1992 zum Leiter des Volksrats der Provinz Kulob ernannt und im November 1994 zum Staatspräsidenten gewählt. Vertraute Rahmons aus Kulob und Danghara bildeten während des bis 1997 dauernden Bürgerkriegs die Regierungspartei, welcher die Vereinigte Tadschikische Opposition (UTO) gegenüberstand, die von der Islamischen Erneuerungspartei und Führern aus dem Raschttal geleitet wurde. Politiker und Beamte aus den Regionen Kulob und Danghara gehören seither zum Kreis der Vertrauten um den Präsidenten, wobei Ende der 1990er Jahre auch ein interner Machtstreit zwischen der Danghara- und der Kulob-Fraktion begann. Diese regionalen Eliten besetzen die meisten Posten in Regierung, Verwaltung und Wirtschaft und kontrollieren das Land mit einem von Korruption geprägten Netzwerk. Im Zentrum der wirtschaftlichen Verflechtungen stehen der staatliche Aluminiumproduzent TALCO und die Baumwollgewinnung. Der Personenkreis der Kulob-Fraktion auf der einen und der Danghara-Fraktion auf der anderen Seite gehört zum System eines regionalen Klientelismus, der auf Tadschikisch mahalgaroi genannt wird. Der Bürgerkrieg wurde durch ein Friedensabkommen beendet, das eine 30-prozentige Beteiligung der Oppositionsgruppen an den politischen Machtpositionen vorsah. Seit dem Jahr 2000 verändert der Präsident jedoch die Machtverteilung schrittweise zugunsten der Danghara-Verbindung, sodass heute nur noch wenige ehemalige Oppositionspolitiker Ämter innehaben. Auch der Einfluss der Kulob-Fraktion schwindet: 2004 wurde auf Betreiben Rahmons der zur Kulob-Fraktion gehörende, einflussreiche Ghaffor Mirzoev, Chef der Leibgarde des Präsidenten, verhaftet und nach Anklage wegen Mordes lebenslang inhaftiert. Dadurch konzentriert der Präsident die Macht auf Familienmitglieder und ein Patronage-Netzwerk aus seinem Geburtsort Danghara.

## Stadtbild

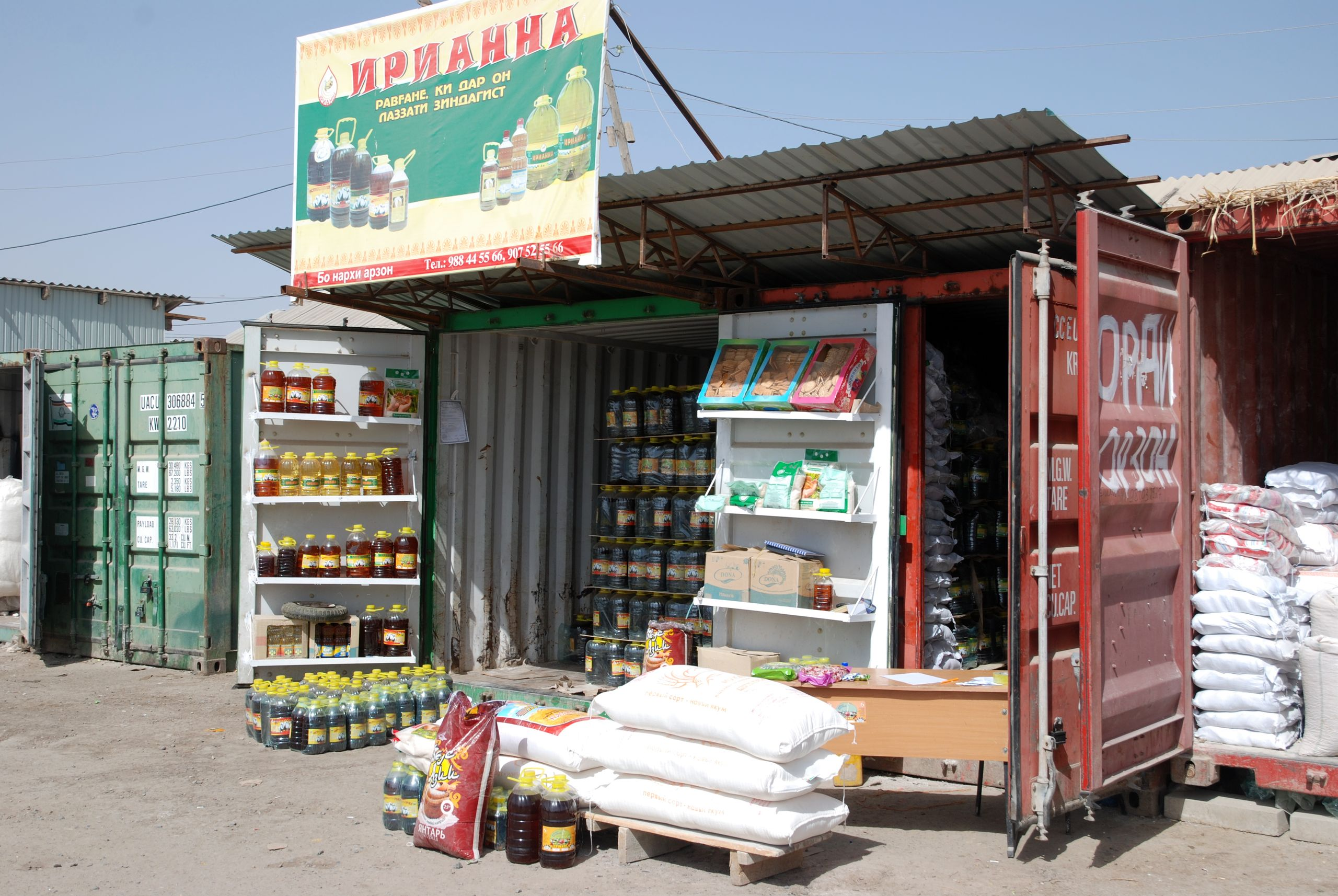
Marktstand mit Baumwollsamenöl in Fünf-Liter-Plastikflaschen

Der Distrikt Danghara besteht aus fünf Subdistrikten (dschamoat) mit insgesamt über 97.000 Einwohnern nach Angaben von 2010. Nach amtlichen Zählungen betrug die Zahl der städtischen Bewohner 5.761 im Jahr 1959, 9.083 im Jahr 1970, 12.892 im Jahr 1979 16.898 im Jahr 1989 und 22.655 im Jahr 2010. Für 2014 werden 24.400 Einwohner geschätzt.
Die Fernstraße A385 durchquert von Nordwesten nach Süden die kompakt gewachsene und von den Feldern der Ebene umgebene Stadt, deren Zentrum vom Markt gebildet wird. In den teilweise überdachten Gassen des Marktgeländes werden Stoffe, Haushaltswaren, Lebensmittel und Bedarfsartikel für die Landwirtschaft angeboten. Entsprechende Läden gibt es auch entlang der Hauptstraße. Weitere Anzeichen für einen gewissen Wohlstand sind einige Teehäuser um den Stadtpark mit einem Riesenrad und sonstigen Unterhaltungsangeboten.
Im Januar 2010 wurde vom Parlament eine Resolution verabschiedet, wonach im Ort Ischkoschim an der afghanischen Grenze und in Danghara eine Sonderwirtschaftszone eingerichtet werden soll, um ausländische Investoren anzulocken. Nach offiziellen Erklärungen vom Juli 2013 ist in der Sonderwirtschaftszone Danghara (FEZ Danghara) die Montage von Traktoren durch ein Joint Venture mit der belarussischen Firma MTZ vorgesehen. Im Oktober 2014 ratifizierte das Parlament eine Vereinbarung zum Bau einer Ölraffinerie in Danghara. Daran soll die chinesische Firma Heli Investment and Development beteiligt werden.

## Persönlichkeiten
- Emomalij Rahmon (* 1952), Präsident der Republik Tadschikistan
- Rustam Emomalij (* 1987), Sohn des Präsidenten Tadschikistans Emomalij Rahmon und Bürgermeister von Duschanbe